# 侶倫
侶倫（1911—1988年3月26日），原名李林風，另有筆名林下風，祖籍廣東寶安。早期香港文學重要作家，創作散文及中、長篇小說，也擔任曾任電影編劇、文學雜誌編輯。代表著作為小說《窮巷》。其創作早期作品多以戀愛、愛情為主題，創作中期經歷香港淪陷，寫作開始以戰爭為主題，至創作晚期主要描寫都市人的生活。

## 文學作品

### 散文集
- 《無名草》
- 《向水屋筆語》

- 《紅茶》

### 小說
- 《試》
- 《殿薇》
- 《0的日記》
- 《伉儷》
- 《無盡的愛》
- 《窮巷》
- 《黑麗拉》